# PZL Bielsko SZD-59
Die Allstar SZD-59 Acro ist ein Segelflugzeug des polnischen Herstellers Allstar PZL Glider, das mit 13,2 und 15 Metern Spannweite geflogen werden kann. Mit kurzen Tragflächen ist das Muster voll kunstflugtauglich und für alle Figuren der Advanced- und Unlimited-Klasse zugelassen. Die Streckenflugversion mit Ansteckflügeln und Winglets hingegen ermöglicht das Fliegen in der Clubklasse. Der Segelflug-Index in dieser Konfiguration beträgt 101. Eine Version mit längeren Ansteckflügeln für eine Spannweite von 16,5 Metern befindet sich in der Zulassung.

## Geschichte und Konstruktion
Die Konstruktion der SZD-59 geht zurück auf die SZD-48-3 Jantar Standard 3, einem Standardklasse-Segler, der von 1983 bis 1994 von PZL Bielsko gebaut wurde. Um 1990 entstand die Idee, auf dieser Basis einen Einsitzer für die Kunstflugschulung und Wettbewerbe zu entwickeln. Unter Federführung von Konstrukteur Jan Knapik entstand der Prototyp der SZD-59, wobei der Rumpf des Jantar Standard 3 samt Cockpit weitgehend übernommen, einige Teile aber verändert oder neu konstruiert wurden. So erhielten die Tragflächen vergrößerte, zweiteilige und mit innenliegenden Anlenkungen versehene Querruder sowie Trennstellen bei 13,2 Metern. Für den Flug mit „kurzer“ Spannweite werden die Trennstellen mit Endscheiben oder Randbögen versehen. Wird die Endscheibe entfernt, können hier Außenflügel mit Winglets montiert werden, die Spannweite beträgt dann 15 Meter. Das T-Leitwerk des Jantar wurde durch ein Kreuzleitwerk ersetzt, das am Fuße der Seitenflosse mit einer Finne (Falschkiel) zur Erhöhung der Stabilität ausgeführt wurde. Das Seitenruder verfügt über ein Ruderhorn zur Reduzierung der Steuerkräfte. Die veränderte Leitwerksgestaltung war notwendig, um die Struktur für die höheren Belastungen im Kunstflug auszulegen. Während die SZD-48-3 für Lastvielfache von +5,3 und −2,65g bei Manövergeschwindigkeit (VA) und +4 bzw. −1,5g bei Höchstgeschwindigkeit zugelassen ist, verlangte die seinerzeit gültige Bauvorschrift JAR-22 für die Kategorie „Aerobatic“ +7 bzw. −5 g bei Höchstgeschwindigkeit. Auch einige Elemente des Tragwerks wurden verstärkt, beispielsweise die Querkraftaufnahmen, genauer die Knotenpunkte des inneren Rohrrahmens. In der Konfiguration mit 15 Metern Spannweite können zur Erhöhung der Abflugmasse 150 Liter Wasserballast in den Integraltanks der Flügel mitgeführt werden, was eine Flächenbelastung von 31 bis 50,7 kg/m² ermöglicht. Die einstöckigen Bremsklappen der Bauart Schempp-Hirth fahren auf der Ober- und Unterseite aus, das Hauptfahrwerk ist einziehbar, nicht gefedert und verfügt über eine mäßig wirkende Bremse, die mittels eines zusätzlichen Hebels am Bremsklappengriff betätigt wird.
Der erste Prototyp mit der internen Bezeichnung X-147 wurde am 9. August 1991 von January Roman eingeflogen und hatte eine Spannweite von 13,2 Metern. Eine zweite Vorserienmaschine (X-150) flog am 29. August 1992 ebenfalls mit Roman am Steuer. Hier wurde erstmals die 15-Meter-Version, allerdings noch ohne Winglets, erprobt. Die Flugtests dauerten bis Ende März 1994.
Es gibt Indizien dafür, dass für einen der beiden SZD-59-Prototypen die Tragflächen der SZD-49-1 Jantar K verwendet wurden, denn in den Flügeln des betreffenden Flugzeugs befindet sich ein zusätzlicher Klappensteg mit Scharnieren. Der Jantar K war 1978 als Wölbklappenversion des Standard-Jantar entwickelt worden, bewährte sich aber nicht und wurde im Werk eingemottet.
Im Februar 1995 wurde die SZD-59 nach JAR-22, Change 4, zertifiziert. Im gleichen Jahr erhielt der erste Prototyp ebenfalls Ansteckflügel für 15 Meter Spannweite, die allerdings mit Winglets versehen waren.
Nachdem PZL Bielsko aufgrund der politischen und wirtschaftlichen Veränderungen 1998 den Betrieb eingestellt hatte, übernahm das neu gegründete Unternehmen Allstar PZL Glider die Musterzulassungen für die meisten GFK-Flugzeuge von PZL, darunter auch für die SZD-59. 2004 wurde die Produktion des Typs am gleichen Standort in Bielsko-Biała wiederaufgenommen.
2016 änderte sich die Bezeichnung aufgrund geringfügiger Modifikationen von SZD-59 auf SZD-59-1. Die Änderungen umfassen unter anderem neue Bremsklappen, die doppelstöckig ausgeführt sind und nur noch auf der Oberseite ausfahren, den Verzicht auf geteilte Querruder und neue, außenliegende Querruderanlenkungen, die unter einer Hutze verborgen sind, anstatt innerer Anlenkungen bei der Ursprungsversion. Überdies wurden im gleichen Jahr Außenflügel mit Winglets für eine Spannweite von 16,5 Meter entwickelt. 2017 erhielt die SZD-59/SZD-59-1 die EASA-Zulassung, die bis heute allerdings nur die 15-Meter-Varianten gilt. Die 16,5-Meter-Version befindet sich noch immer im Zulassungsverfahren.
Aktuell ist die SZD-59 Acro der einzige, voll kunstflugtaugliche Einsitzer, der noch produziert wird.

## Flugeigenschaften
Die Flugeigenschaften der SZD-59 sind in der Konfiguration mit 15 Metern Spannweite ähnlich denen des Jantar Standard 3, allerdings ist die Rollwendigkeit um die Längsachse aufgrund der deutlich größer ausgeführten Querruder erheblich besser. Bei demontierten Außenflügeln beträgt sie etwa 90 Grad pro Sekunde bei 230 km/h und ist damit beinahe auf dem Niveau von reinrassigen Segelkunstflugzeugen wie Swift S-1 oder MDM-1 Fox, im Gegensatz zu den mit Friese-Querrudern ausgestatteten Konkurrenten aber stärker von der geflogenen Geschwindigkeit abhängig. Entsprechend der guten Querruderwirkung ist bei der SZD-59 auch das negative Wendemoment deutlicher ausgeprägt als beim Jantar Standard 3. Eine weitere Besonderheit ist die Tatsache, dass die Steuerkräfte bei Betätigung des Seitenruders durch die unterstützende Wirkung des Ruderhorns auch bei steigender Geschwindigkeit kaum zunehmen.
Im Kunstflug hat die SZD-59 konstruktionsbedingt spezifische Vor- und Nachteile. Vorteil ist, dass das Flügelprofil der SZD-59 in Abfangbögen erst ab einem Lastvielfachen von etwa +6 g hinreichend Widerstand aufbaut, um die Fahrtzunahme zu stoppen. Deswegen ist der Höhenverbrauch in vielen Figuren geringer als bei Swift oder Fox, sofern eher sanft geflogen wird und der Pilot so Energie im System hält. Nachteilig ist die oben angesprochene etwas geringere Rollrate um die Längsachse, was insbesondere in Senkrechten und 45-Grad-Abwärtslinien Ansprüche an die Piloten stellt, damit sie die Höchstgeschwindigkeit nicht überschreiten oder ihnen in Aufwärtslinien zu früh die Fahrt ausgeht. Das große Seitenruder sorgt für eine gute Steuerbarkeit in Turns, verlangt allerdings bei Tailslide-Manövern wie Männchen und Weibchen, bei denen das Flugzeug nach einer Senkrechten aufwärts über den Schwanz rückwärts nach unten rutscht, eine exakte Neutralstellung, um Fehler zu vermeiden. Zwar ist die SZD-59 für alle gestoßenen und gerissenen Figuren zugelassen, allerdings ist sie hier aufgrund ihrer geringeren Festigkeitsreserven im Vergleich mit Swift und Fox unterlegen, da für sie geringere Geschwindigkeitsgrenzen für Rudervollausschläge gelten.
Beim Bremsklappeneinsatz im Landeanflug sind bei der ersten Version deutliche Vibrationen zu spüren, weil Turbulenzen der unteren Klappen auf das Höhenleitwerk treffen. Mit der Umrüstung auf die doppelstöckigen Störklappen auf der Oberseite ist dieses Manko behoben worden. Nach dem Aufsetzen zeigt das Flugzeug beim Bremsen und auf Bodenwellen eine deutliche Tendenz, auf die Nase zu gehen, was der Pilot durch möglichst langes Obenhalten des Spornrades und rechtzeitiges Lösen der Bremse verhindern kann.

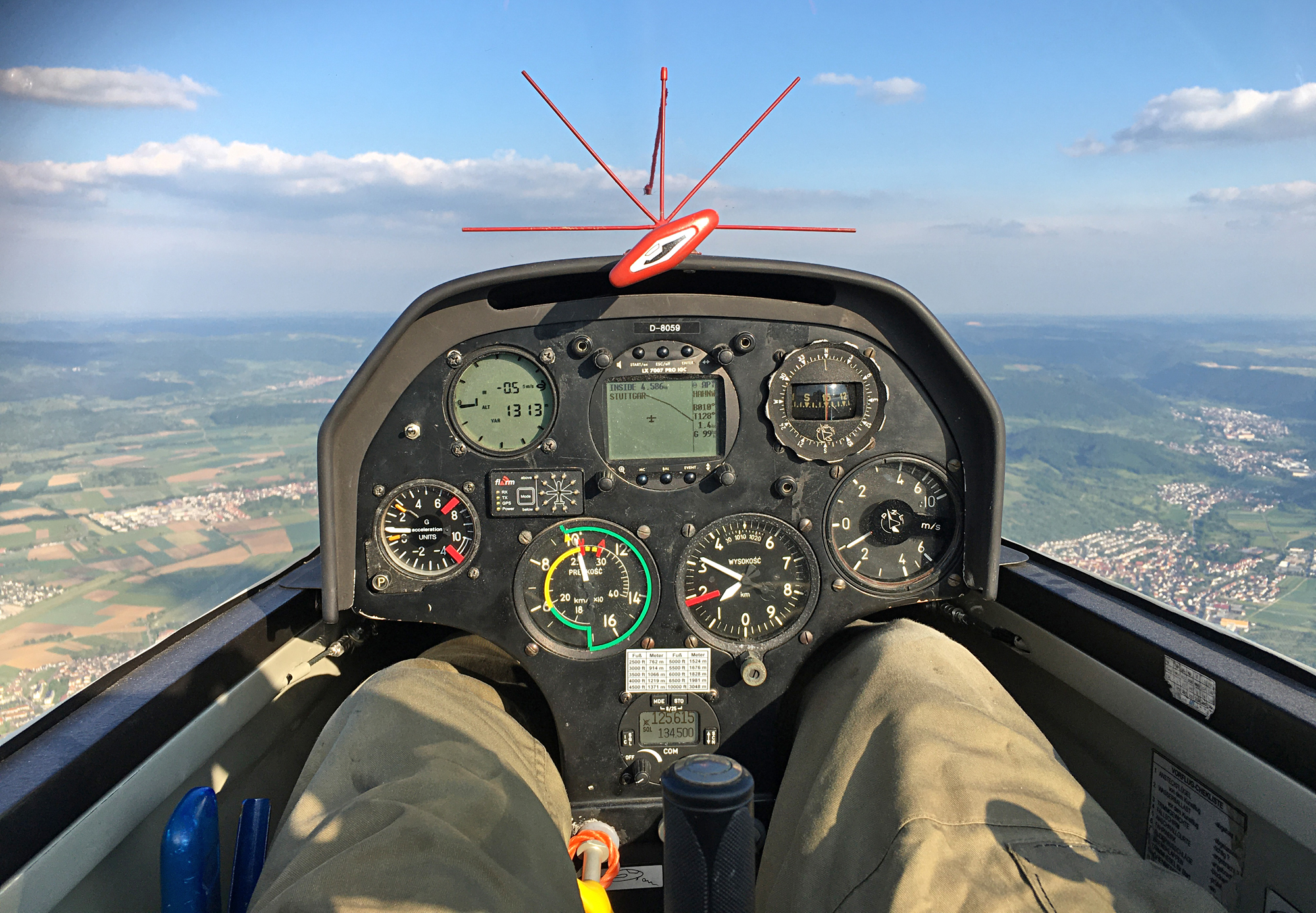
Cockpit einer SZD-59 Acro. Auf der Abdeckung des Instrumentenpanels ist ein Visier montiert, mit dem der Pilot die Lage der Querachse des Flugzeugs zum Horizont abschätzen kann.

Die Cockpitergonomie der SZD-59 ist gewöhnungsbedürftig. Die Pedale sind am Boden und in der Luft verstellbar, die Rückenlehne nur am Boden. Zahlreiche Piloten beklagen die schwierige Bedienung von Fahrwerk und Bremsklappen, für die mitunter die Anschnallgurte gelockert werden müssen. Infolge der liegenden Sitzposition ist die Sicht nach vorn bei geringen Geschwindigkeiten und hohen Anstellwinkeln eingeschränkter als bei anderen Segelflugzeugmustern, andererseits lassen sich dadurch höhere Lastvielfache besser ertragen als in aufrechter Sitzposition wie beispielsweise im Fox.

## Wettbewerbserfolge
Insbesondere auf nationaler Ebene wird die SZD-59 Acro in Kunstflugwettbewerben, vor allem in der Advanced-Klasse, eingesetzt. Zwar sind auch Wettbewerbsflüge in der Unlimited-Klasse möglich, allerdings schränkt hier das höchstmögliche negative Lastvielfache von −5 g den Piloten bei einigen Figuren erheblich ein. Dennoch sind auch in der Unlimited gute Platzierungen mit diesem Flugzeug möglich.
Bei der Deutschen Segelkunstflugmeisterschaft 2022 am Flugplatz Oschatz gewann Richard Münzberger auf einer SZD-59 die Advanced-Klasse, im selben Jahr holte Lars Reinhold bei den österreichischen Staatsmeisterschaften im Segelkunstflug Rang 1 auf diesem Muster. 2018 wurde David Tempel in Hayingen auf der SZD-59 deutscher Advanced-Meister, und auch 2016 ging der Advanced-Titel an einen Piloten auf SZD-59, als Jens Holnaicher in Gera in der Summe auf diesem Muster die meisten Punkte erflog.
International treten in der Advanced-Klasse gelegentlich Piloten auf der SZD-59 an, wenngleich hier Swift und Fox die dominierenden Flugzeuge sind. 2017 erflog der Rumäne Ciprian Lupas in der Gesamtwertung Rang fünf, 2013 gelang dem Schweden Johan Gustafsson gar der Sieg in der Advanced. Bei der Segelkunstflug-WM im polnischen Toruń holte Richard Münzberger Gold in der ersten Unbekannten.
Im Streckenflug ist die SZD-59 bislang nur in dezentralen Vergleichen wie dem Onlinecontest zu finden. Hier sind insbesondere die Flüge von Wolfgang Schieck zu nennen, dem am 8. Juni 2014 ein FAI-Dreieck über 715 Kilometer mit einer Durchschnittsgeschwindigkeit von 81 km/h gelang, was Rang 13 bei insgesamt knapp 1200 eingereichten Flügen in der OLC-World-Wertung bedeutete. Zahlreiche weitere Flüge Schiecks zwischen 400 und 600 Kilometern zeugen von den Überlandflugqualitäten der SZD-59.

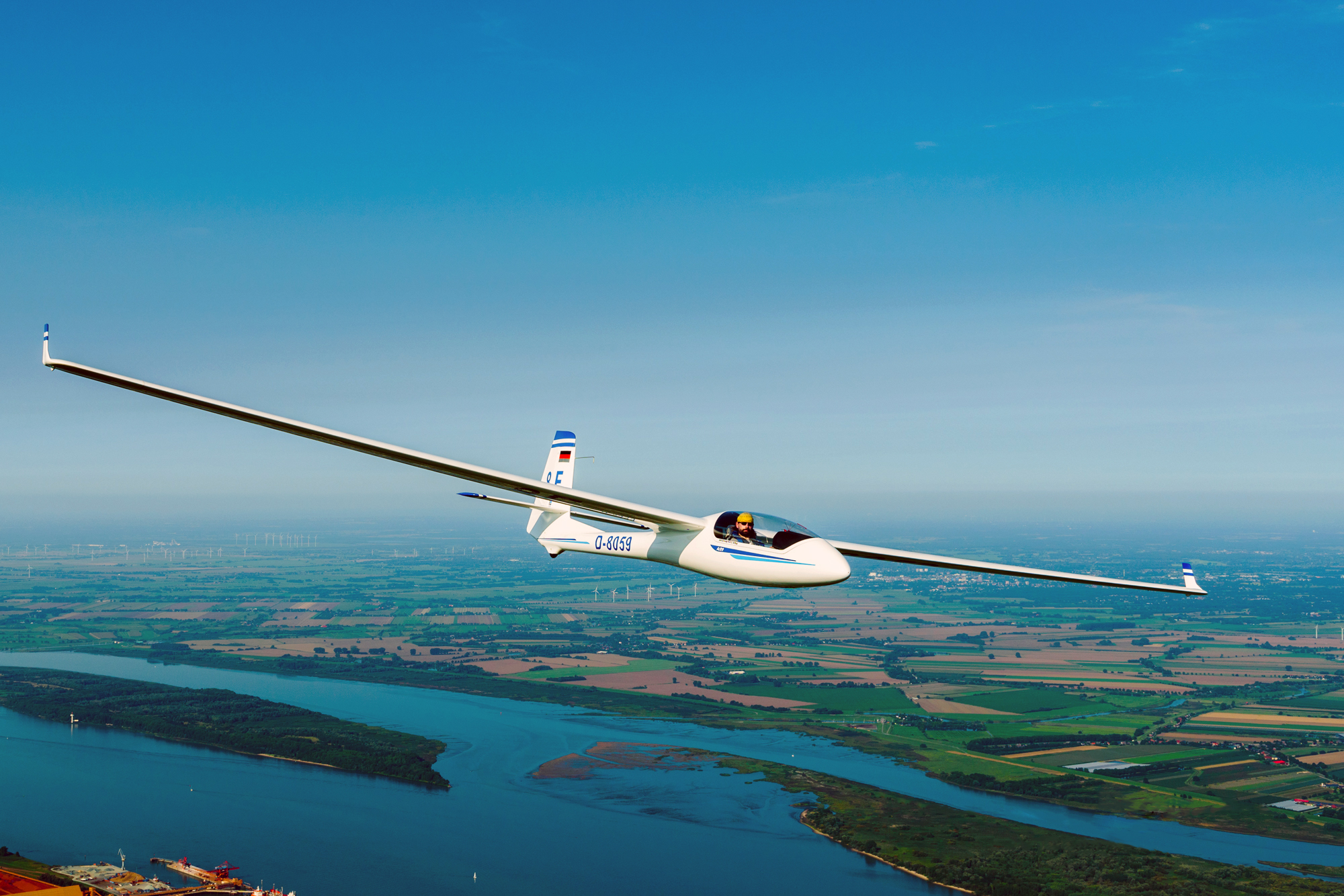
SZD-59 Acro in Streckenflugkonfiguration mit 15 Metern Spannweite und Winglets

## Technische Daten

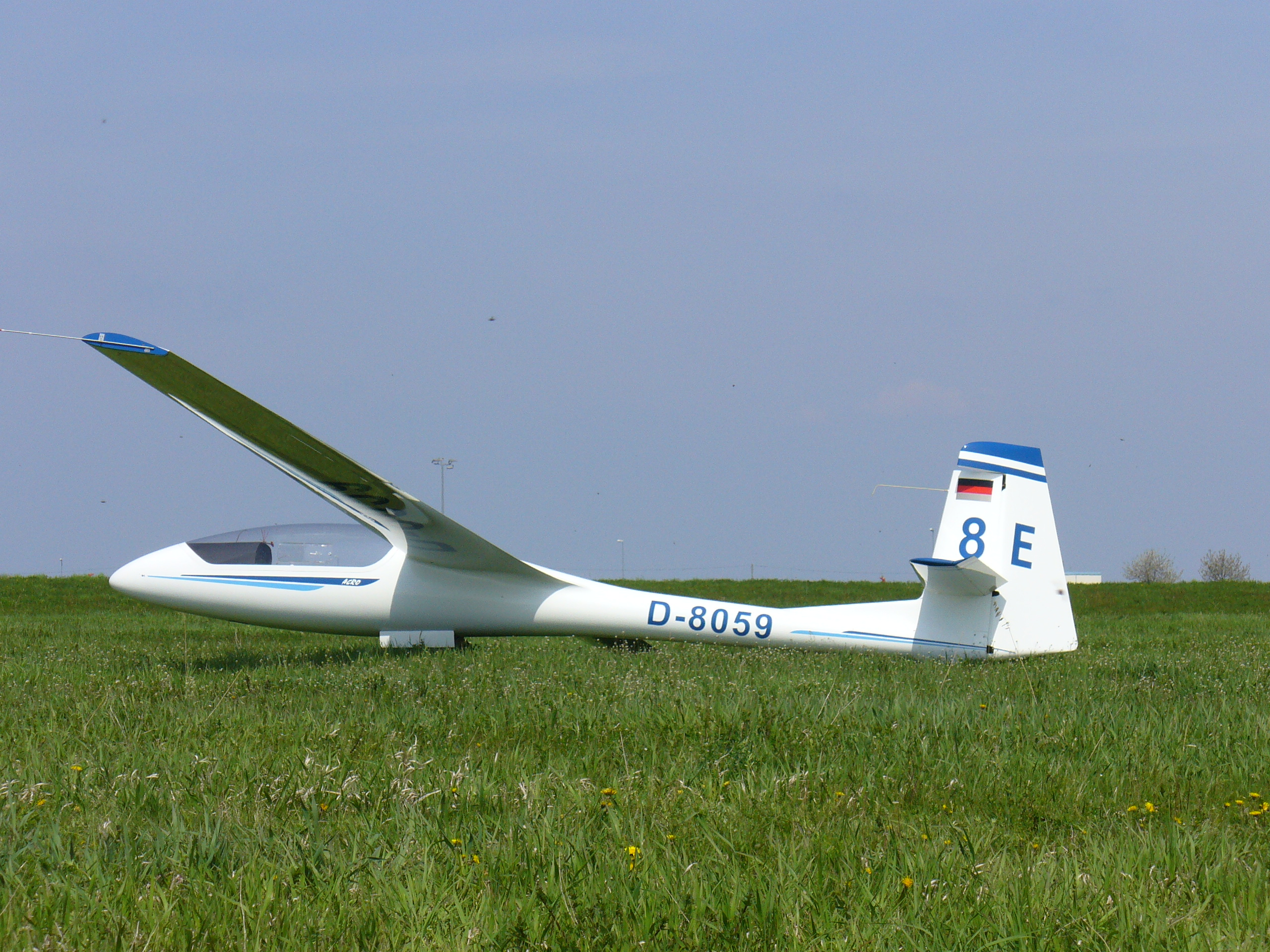
SZD-59

| Kenngröße                 | SZD-59 Acro, Streckenflugversion          | SZD-59 Acro, Kunstflugversion |
| ------------------------- | ----------------------------------------- | ----------------------------- |
| Besatzung                 | 1                                         | 1                             |
| Länge                     | 6,85 m                                    | 6,85 m                        |
| Spannweite                | 15,00 m                                   | 13,20 m                       |
| Flügelfläche              | 10,66 m²                                  | 9,8 m²                        |
| Flügelstreckung           | 21,01                                     | 17,8                          |
| max. Startmasse           | 540 kg                                    | 380 kg                        |
| Flächenbelastung          | 31–50,7 kg/m²                             | 38,7 kg/m²                    |
| Höchstgeschwindigkeit VNE | 265 km/h                                  | 285 km/h                      |
| Manövergeschwindigkeit VA | 200 km/h                                  | 200 km/h                      |
| Mindestgeschwindigkeit VS | 67 km/h (ohne Wasserballast)              | 69 km/h                       |
| Gleitzahl                 | 40 bei 124 km/h (mit Wasserballast)       | 36 bei 115 km/h               |
| geringstes Sinken         | 0,62 m/s bei 77 km/h (ohne Wasserballast) | 0,7 m/s bei 79 km/h           |
| Lastvielfache             | +5,3 / −2,65g                             | +7,0 / −5,0g                  |